# Sài Vũ
Sài tướng quân (chữ Hán: 柴将军, ? – 163 TCN), tướng lãnh, khai quốc công thần nhà Hán, được phong Cức Bồ hầu. Sử ký phần nhiều gọi ông là Sài tướng quân, có chỗ gọi là Sài Vũ (柴武), có chỗ gọi là Trần Vũ (陈武); tiểu thuyết thông tục Tây Hán chí gọi là Sài Vũ, khiến cái tên này trở nên phổ biến hơn cả.

## Tiểu sử
Năm đầu tiên thời Nhị Thế (209 TCN), Trần Thắng - Ngô Quảng khởi binh phản Tần, Sài Vũ cũng soái lãnh 2500 người nổi dậy ở đất Tiết, từng tham gia giải vây cho Đông A của Điền Vinh, rồi đến Bá Thượng. Tháng 10 năm 206 TCN, quy phục Lưu Bang, nhân đánh Lịch Hạ quân Điền Ký của Tề, có công đáng được phong hầu .
Năm 202 TCN, Sài Vũ cùng Chu Bột ở phía sau Hán vương Lưu Bang trong trận Cai Hạ .
Tháng 3 năm 201 TCN, được phong Cức Bồ hầu .
Mùa xuân năm 196 TCN, Hàn vương Tín liên hiệp với quân Hung Nô chiếm cứ Tham Hợp, Sài Vũ nhận lệnh tiến đánh bọn họ. Ông trước tiên gởi thư khuyên hàng Hàn vương Tín, nhưng ông ta từ chối. Đôi bên giao chiến, Sài Vũ giết sạch thành Tham Hợp, chém Hàn vương Tín .
Tháng 9 năm 180 TCN, Sài Vũ cùng các đại thần nghênh lập Đại vương Lưu Hằng, tức là Hán Văn đế . Ông từng cùng Văn đế bàn việc dùng binh với Nam Việt, Triều Tiên, bị Văn đế cự tuyệt .
Tháng 5 năm 177 TCN, Tế Bắc vương Lưu Hưng Cư làm phản, Sài Vũ làm đại tướng, soái 10 vạn quân đi dẹp. Tháng 8, phá quân Tế Bắc, bắt sống Hưng Cư, ông ta tự sát .
Năm 174 TCN, con kế tự của Sài Vũ là Sài Kỳ cùng bọn Nam Tử Đản 70 người giúp Hoài Nam vương Lưu Trường mưu phản, việc bị bại lộ, Kỳ đền tội .
Năm 163 TCN, Sài Vũ hoăng, thụy hiệu là Cương. Vì ông không có người kế tự nên Hầu quốc bị triệt tiêu .

## Di chỉ liên quan
Mộ của Sài Vũ ở phía tây thôn Tự Hạ, trấn Loan Thành, huyện Loan Thành, thành phố Thạch Gia Trang, tỉnh Hà Bắc, mộ phần cao lớn, gọi là Sài Vũ đài. Đời Tùy trên đài xây dựng chùa Thiện Chúng, đời Dân Quốc đổi làm trường học. Sài Vũ đài đến nay vẫn còn, được dùng làm công viên văn hóa.
Sử cũ không chép thân thế của Sài Vũ, nhưng vì mộ của ông ở Loan Thành, nên được xem là một trong những danh nhân ở đây.